# Даниил Галицки
Даниил Романович Галицки (на украински Данило Галицький Романович; на латински: Daniil Romanowitsch Galizki) от династията Рюриковичи, е значим княз на Киевска Рус (1253 – 1264), княз на Галиция (1205 – 1264), коронован 1253/1255 г. за първия крал на Галицко-Волинското княжество (1253 – 1264).

## Произход
Даниил (Данило) е роден през 1201 г. в Галич (дн. Украйна), като син на Роман „Велики“ (1150 – 1205), велик княз на Новгород, Киев и Галиция, и първата му съпруга (развод 1198) Предслава Рюриковна († сл. 1204), дъщеря на киевския велик княз Рюрик Ростиславич († 1215), внучка на Ростислав († 1167). Внук е на велик княз Мстислав II († 1170).

## Семейство
Даниил (Данило) се жени ок. 1219 г. за Анна Мстиславна Смоленска от Новгород († пр. 1252), дъщеря на княз Мстислав Мстиславич Удатни Удалого († 1228) и дъщеря на Хан Котян от Куманите. Те имат десет деца:
- Иракли Данилович (* ок. 1223; † 1240)
- Лев Данилович (* ок. 1228; † ок. 1301), женен 1251/1252 г. за Констанция Унгарска (* ок. 1237; † пр. 1300), дъщеря на крал Бела IV
- Роман Данилович фон Халич (* ок. 1230; † ок. 1261), женен I. на 27 юни 1252 (развод 1253) за Гертруда Австрийска (* ок. 1288; † 24 април 1299), II. ок. 1255 г. за Елена Глебовна от Волковиск († сл. 1288)
- Йоан Шварн († 1269), женен 1255 г. за дъщеря на херцог Миндовг (Миндаугас) от Литуания
- Переяслава Даниловна († 12 април 1283), омъжена ок. 1248 за княз Земовит от Мазовия (* 1224; † 23 юни 1262)
- Устиния, омъжена 1250/1251 за велик княз Андрей II от Владимир-Суздал († 1264)
- София Даниловна Галицкая фон Халич († ок. 1290), омъжена 1259 г. за граф Хайнрих V фон Шварцбург-Бланкенбург († 1287)
- син († млад).
- дъщеря († млада)

Даниил се жени втори път 1252 г. за племенницата на херцог Миндовг от Литва. Те нямат деца.